# Гетьман, Анатолий Павлович
Анатолий Павлович Гетьман (укр. Анатолій Павлович Гетьман; род. 18 июля 1958, Зидьки, Змиевской район, Харьковская область, Украинская ССР, СССР) — советский и украинский учёный-правовед, специалист в области экологического права. Доктор юридических наук (1995), профессор (1997). Действительный член Национальной академии правовых наук Украины (2004).
Ректор (с 2020), проректор по учебной (2001—2007) и научной (2007—2020) работе и заведующий кафедрой (2011—2015) экологического права Национального юридического университета имени Ярослава Мудрого.
Заслуженный деятель науки и техники Украины (2003) и лауреат Государственной премии Украины в области науки и техники (2012).

## Биография
Анатолий Гетьман родился 18 июля 1958 года в посёлке городского типа Зидьки Змиёвского района Харьковской области. Высшее образование получил в Харьковском юридическом институте, который окончил в 1983 году. После окончания этого ВУЗа остался в нём в качестве стажера-исследователя, и в 1985 (по другим данным в 1983) году поступил в аспирантуру Харьковского юридического института.
В 1986 году Анатолий Павлович окончил аспирантуру и остался работать в родному ВУЗе. Последовательно занимал должности ассистента, старшего преподавателя и доцента кафедры экологического права, был заместителем декана одного из факультетов. В 1992 году поступил на докторантуру в Украинскую юридическую академию, которую окончил в 1995 году.
После окончания докторантуры работал в подразделениях Академии правовых наук Украины, с 1995 года возглавлял Управление планирования и координации правовых исследований, а в 1998 году стал исполняющим обязанностями главного учёного секретаря этой академии и оставался на этой должности вплоть до 2001 года. Также, в 1998 году вошёл в состав Экспертного совета по юридическим наукам Высшей аттестационной комиссии Украины.
С 2001 года работал на руководящих должностях в Национальной юридической академии Украины имени Ярослава Мудрого (с 2010 года — Национальном юридическом университете имени Ярослава Мудрого), сначала был проректором по учебной работе, а с 2007 по 2020 год был проректором по научной работе. Совмещал административную работу с научно-преподавательской на кафедре экологического права этого ВУЗа, был доцентом, профессором и с 2011 по 2015 год — заведующим кафедрой. Также был куратором студенческого научного кружка при кафедре экологического права.
30 января 2009 года на общем собрании Академии правовых наук Украины вместе с Ю. В. Баулиным, А. П. Закалюком и В. К. Мамутовым был избран членом президиума этой отраслевой научной организации.
С 2002 по 2007 год возглавлял Экспертный совет по юридическим наукам Высшая аттестационная комиссия Украины, а в 2008 году был избран председателем специализированного учёного совета Национальной юридической академии Украины имени Ярослава Мудрого. В 2014 году был назначен председателем Экспертного совета по проведению экспертизы диссертаций по юридическим наукам Министерства образования и науки Украины. В том же году стал вице-президентом Федерации шахмат Украины. Также был президентом шахматного спортивного клуба «Юридическая академия» Национального юридического университета имени Ярослава Мудрого.

### Ректор
26 ноября 2020 года в Национальном юридическом университете имени Ярослава Мудрого состоялись выборы ректора. На эту должность, кроме Анатолия Гетьмана, претендовало ещё четыре кандидата: В. В. Богуцкий, В. А. Величко, Е. Н. Попович и В. В. Россихин. По результатам выборов победу одержал А. П. Гетьман, который набрал 686 голосов из 832 возможных (82,45 %). При этом действующий ректор — Василий Таций, который возглавлял этот ВУЗ с 1987 года, не выставлял свою кандидатуру на этот пост.
В начале декабря 2020 года Анатолий Павлович был избран членом исполнительного комитета Харьковского городского совета. 28 декабря 2020 года министр образования и науки Украины Сергей Шкарлет своим приказом назначил Анатолия Павловича ректором ВУЗа, на период с 29 декабря 2020 года по 28 декабря 2025 года. 5 января 2021 года на расширенном заседании учёного совета Национального юридического университета презентовал программу по его развитию на следующие пять лет. В начале 2021 года был избран председателем учёного совета возглавляемого им вуза. В июле 2021 года Гетьман обновил состав ректората. В обновленный ректорат вошли Н. П. Кучерявенко, который стал первым проректором, Ю. Г. Барабаш, который стал проректором по научно-педагогической работе и стратегическому развитию, Д. В. Лученко, который стал проректором по научной работе, О. Н. Ярошенко, который стал проректором по учебно-методической работе и А. С. Нестерович, который стал проректором экономике и социальному развитию.

## Научная деятельность
В круг научно-исследовательских интересов Анатолия Павловича входят ряд вопросов в области экологического права и эколого-процесуального права, в том числе: методология этой науки, экологические права человека, правовая имплементация международных экологических стандартов в украинское законодательство, а также земельное право.
В 1986 году Анатолий Гетьман защитил диссертацию по теме «Правовое регулирование деятельности областных инспекций республиканских комитетов по охране окружающей среды и использованию природных ресурсов» на соискание учёной степени кандидата юридических наук, а в 1995 году — диссертацию на соискание докторской степени по теме «Эколого-процесуальная правовая теория: проблемы становления и развития». Учителями Анатолия Павловича были профессора Ю. А. Вовк и В. К. Попов, который был его научным консультантом во время работы над докторской диссертацией. В 1997 году Гетьман получил учёное звание профессора, а в 2000 и 2004 годах, соответственно, был избран членом-корреспондентом и действительным членом Академии правовых наук Украины.
Занимается подготовкой учёных-правоведов: по состоянию на 2014 год являлся научным руководителем у 13 кандидатов юридических наук и научным консультантом у одного доктора юридических наук.
По состоянию на 2009 год являлся автором около 150 научных трудов, на 2014 год — более чем 200 научных трудов, и на 2018 — около 350 научных трудов. Основными научными трудами, автором или соавтором которых был А. П. Гетьман являются: «Процессуальные нормы и отношения в экологическом праве» (1994), «Экологическое право Украины. Общая часть» (соавтор; 1995), «Экологическое право Украины. Особенная часть» (соавтор; 1996), «Вступление в теорию эколого-процесуального права» (1998), «Экологическое право Украины» (соавтор учебника; 2001, 2005 и 2009), «Земельный кодекс Украины. Комментарий» (соавтор; 2002, 2004 и 2007), «Земельный кодекс Украины. Научно-практический комментарий» (соавтор; 2003 и 2006), «Региональный экологический контроль: теория правового регулирования» (соавтор; 2004), «Правовая система Украины: история, состояние и перспективы: в 5 т. Т. 4. Методологические основы развития экологического, земельного, аграрного и хозяйственного права» (соавтор монографии; на украинском — 2008, на русском — 2011 и на английском языке — 2012), «Научно-практический комментарий к Лесному кодексу Украины» (2009), «Животный мир Украины: правовая охрана, использование и воссоздание» (соавтор, 2010), «Словарь юридических терминов экологического законодательства Украины» (соавтор; 2010), «Правовое воспитание в современной Украине» (соавтор монографии; 2010), «Научно-практический комментарий к Закону Украины „Об охране атмосферного воздуха“» (соавтор; 2011), «Договор как универсальная правовая конструкция» (соавтор монографии; 2012), «Правовое регулирование экологических, аграрных и земельных отношений в Украине: современное состояние и направления совершенствования» (соавтор монографии; 2012), «Научно-практический комментарий Кодекса Украины „О недрах“» (соавтор; 2012), «Правовая доктрина Украины: в 5 т. Т. 4. Доктринальные проблемы экологического, аграрного и хозяйственного права» (соавтор монографии; 2013) и «Правовые проблемы экологической политики Европейского союза и Украины» (монография соавтор; 2014).
Принимал участие в написании статей для ряда энциклопедических изданий, в том числе для 6-томной украинской Юридической энциклопедии и Большой украинской юридической энциклопедии.
Также входит в состав научных советов, редакционных советов и редакционных коллегий таких научных периодических изданий как: «Право Украины», «Проблемы законности», «Бюллетень Министерства юстиции Украины», «Бюллетень Национальной службы посредничества и примирения», «Экологический вестник Украины», «Судебно-медицинская экспертиза», «Вестник Национального юридического университета им. Ярослава Мудрого. Серия: Философия, философия права, социология, политология», «Вестник Национального юридического университета им. Ярослава Мудрого. Серия: Экономическая теория и право», «Теория и практика правоведения» (электронное издание Национальноо юридического университета им. Ярослава Мудрого), «Юрист Украины», «Социология права» и журналов проекта «SWorld».
Помимо научной деятельности, принимал участие в создании ряда проектов Законов Украины, среди которых были: Водный, Земельный и Лесной кодексы Украины, а также законов Украины «О экологическом аудите» и «О рынке земель».

## Награды
Анатолий Павлович был удостоен следующих наград, званий и отличий
Государственные:

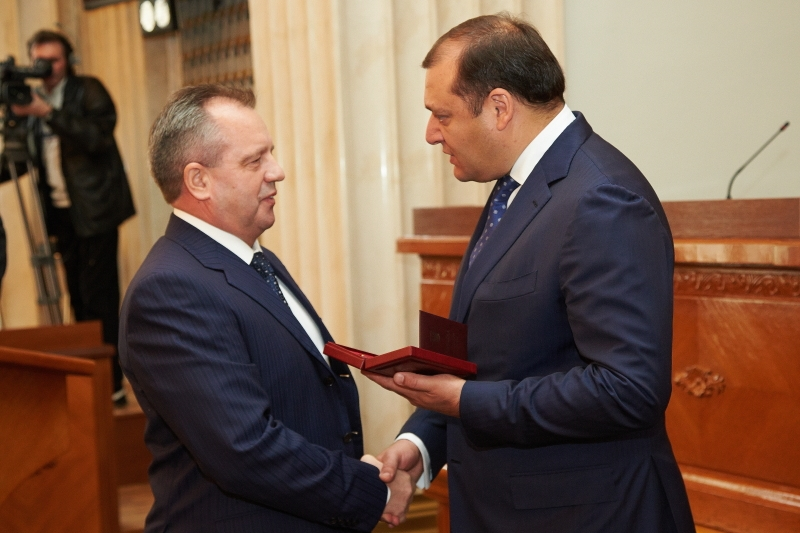
Председатель Харьковской областной государственной администрации Михаил Добкин вручает орден «За заслуги» ІІІ степени Анатолию Гетьману. 28 октября 2013 года

- Орден «За заслуги» II степени (23 августа 2024 года) — «за значительные заслуги в укреплении украинской государственности, мужество и самоотверженность, проявленные в защите суверенитета и территориальной целостности Украины, весомый личный вклад в развитие различных сфер общественной жизни, добросовестное исполнение профессиональной обязанности»[27];
- Орден «За заслуги» III степени (Указ Президента Украины от 4 октября 2013) — «за значительный личный вклад в развитие национального образования, подготовку квалифицированных специалистов, многолетнюю педагогическую деятельность, высокий профессионализм»[28];
- Государственная премия Украины в области науки и техники (Указ Президента Украины от 18 мая 2012) — «за цикл научных трудов „Правовая система Украины: история, состояние, перспективы“ в пяти томах — Х: Право, 2008»[29];
- Почётное звание «Заслуженный деятель науки и техники Украины» (Указ Президента Украины от 19 ноября 2003) — «за значительный личный вклад в развитие юридической науки, подготовку высококвалифицированных юристов, многолетнюю научную и педагогическую деятельность»[30];

Правительственные, ведомственные, региональные:
- Почётная грамота Верховной рады Украины (2009);
- Почётное отличие Верховного Суда Украины «За верность закону» (20 ноября 2012)[31];

Также был награждён: Почётное отличие Верховного суда Украины «За верность Закону» (2012), Почётным отличием Министерства иностранных дел Украины III степени (2008), почётным знаком — памятной медалью «10 лет МВД Украины» (2001), отличием МВД Украины «За содействие органам внутренних дел Украины» (дважды — 2005 и 2010), ценным подарком Службы безопасности Украины (2011), отличием Государственной судебной администрации Украины (2012), почётными грамотами Харьковской областной государственной администрации (2006 и 2008) и Харьковского городского совета (2008 и 2013), был стипендиатом стипендии имени Василия Филипповича Маслова Харьковской областной государственной администрации (2012).
Является Почётным гражданином Харьковской области (Решение Харьковского областного совета от 31 августа 2017; вручен 7 декабря 2017). Также, с 2014 года, имеет звание «Почётный гражданин Змиевского района».
Общественные и научные:
- Премия имени Ярослава Мудрого (4 ноября 2003) — «за цикл работ по экологическому, земельному и аграрному праву»[36];
- Премия имени Ярослава Мудрого (2009);

Также является лауреатом премия имени Святого Владимира за лучшее научно-правоведческое издание в Украине (2014), имеет почётный знак Украинской секции Международной полицейской ассоциации (2011).
Союз юристов Украины удостоил А. П. Гетьмана отличия (2010) и почётного звания (2013) «Выдающийся юрист Украины», а также почётной грамоты (2020).
Награждён почётным знаком «Орден Национального юридического университета имени Ярослава Мудрого III степени» (18 ноября 2015). Является Почётным профессором Запорожского национального университета (27 января 2015).

### Рецензии
- Шахов В., Шахов І. Процесуальні норми і відносини в екологічному праві (укр.) // Право України : журнал. — 1995. — № 5—6. — С. 127. — ISSN 0132-1331.
- Мунтян В., Носік В., Беляневич О. Земельне, аграрне, екологічне, господарське право у правовій системі України: історія, теорія, практика (укр.) // Право України : журнал. — 2010. — № 2. — С. 287—292. — ISSN 0132-1331.